# Płaszcz ziemski

Budowa wnętrza Ziemi

Płaszcz – warstwa Ziemi o grubości ok. 2900 km, leżąca pomiędzy skorupą a jądrem. W skład płaszcza wchodzi ok. 70% objętości skał ziemskich (materii ziemskiej). Ze względu na swoją dominującą pozycję w bilansie masy Ziemi płaszcz spełnia kluczową rolę w procesach uwalniania się energii z wnętrza Ziemi, jest m.in. silnie sprzężony z procesami tektoniki płyt.
Różnice występujące wewnątrz płaszcza są niemal tak istotne, jak podział na skorupę, płaszcz i jądro. Skorupa ziemska, czyli najbardziej zewnętrzna warstwa naszej planety, sięga do głębokości 10 km pod oceanami i ok. 30-50 km pod kontynentami; granicą skorupa-płaszcz jest tzw. nieciągłość Mohorovičicia.
Płaszcz górny rozciąga się do głębokości ok. 400 km i charakteryzuje się znaczną plastycznością; jego górną, płynną część określa się mianem astenosfery. Poniżej znajduje się strefa przejściowa (400-650 km), w której właściwości skał ulegają gwałtownym przemianom ze względu na rosnące ciśnienie i temperaturę. Region poniżej – płaszcz dolny – sięga aż do głębokości 2890 km i jest najsłabiej poznany. Na samej granicy płaszcz-jądro wydziela się również strefę D" o zmiennej grubości (prawdopodobnie 50-200 km).
Skały płaszcza różnią się od skał skorupy większą gęstością, częściowo wynikającą z procesów dyferencjacji, które zaszły w czasie formowania się naszej planety, częściowo zaś z występowania w płaszczu znacznych ciśnień, zmieniających strukturę krystaliczną minerałów. Skały płaszcza zawierają mniej krzemu i glinu, a więcej magnezu; typowymi odmianami są: perydotyt, dunit, eklogit. Poniżej głębokości 650 km potężne ciśnienie (sięgające 140 GPa, czyli ponad milion razy większe od typowego ciśnienia atmosferycznego) sprawia, że skały przybierają swoiste struktury krystaliczne, w których atomy upakowane są znacznie ciaśniej niż w skałach znajdujących się na powierzchni.
W temperaturach przekraczających 1000 °C skały mogą "płynąć" w tempie rzędu milimetrów lub centymetrów na rok; przypuszcza się, że transport ciepła z wnętrza Ziemi odbywa się w płaszczu na drodze konwekcji, czyli wznoszenia się skał gorętszych i opadania chłodniejszych. W tym wypadku płaszcz organizowałby się spontanicznie w komórki konwekcyjne (konwekcja w płaszczu Ziemi); zakres występowania tego zjawiska jest wciąż debatowany w społeczności naukowej. Mniej wątpliwe są wielkoskalowe ruchy materii w górnym płaszczu, gdzie zjawiska tektoniczne sprzyjają dużym poziomym kontrastom termicznym i chemicznym, a więc również wymuszonym przez nie ruchom materii. Komórki konwekcyjne mają grubość do 400 km i szerokość od 4000 do 12 000 km.

## Powstanie i ewolucja płaszcza

### Ewolucja chemiczna
Rozdzielanie się masy skalnej Ziemi na poszczególne warstwy postępowało od pierwszych momentów jej istnienia (patrz: Historia Ziemi). Opadanie najcięższych pierwiastków i związków chemicznych spowodowało uformowanie się jądra złożonego przede wszystkim z żelaza i niklu. Krzepnięcie warstwy zewnętrznej z pierwotnego "oceanu krzemianowej magmy" usunęło z niego z kolei pierwiastki najlżejsze – stąd np. wysoki udział związków sodu, wapnia, potasu czy glinu w skorupie Ziemi. Warstwa środkowa – płaszcz – bogata jest więc współcześnie przede wszystkim w związki magnezu oraz posiada znaczną ilość żelaza w porównaniu ze skałami skorupy. We wczesnych etapach ewolucji Ziemi frakcjonowanie jej składników mineralnych było ułatwione przez większą niż dziś aktywność pierwiastków radioaktywnych – dziś znaczna część ich ciepła została już oddana, jednak 4 miliardy lat temu miały one przypuszczalnie znacznie większy udział w bilansie cieplnym Ziemi, utrzymując jej wnętrze stale w temperaturze powyżej 1000 °C i umożliwiając np. migrację związków żelaza do centrum masy. "Spływanie" tej olbrzymiej ilości żelaza do środka planety mogło również, samo w sobie, przyczynić się do rozgrzania skał "protopłaszcza" na drodze uwalniania się grawitacyjnej energii potencjalnej bryłek żelaza w postaci ciepła – czasem używa się wręcz określenia "katastrofa żelazna". Przypuszczalnie więc pierwsza fala owej wczesnej dyferencjacji zaszła relatywnie szybko, w skali dziesiątków milionów lat.
Procesy dyferencjacji występują nadal wszędzie tam, gdzie magma płaszcza częściowo krystalizuje i zostaje wbudowana w masę skalną skorupy, a więc np. w grzbietach śródoceanicznych. Skład mineralny i chemiczny bazaltów grzbietów oceanicznych (MORB) jest stały, co może dowodzić, że rzeczywiście mamy do czynienia ze stałą dyferencjacją materii płaszcza i produkowaniem wciąż nowej skorupy oceanicznej oraz wielkich ilości wody juwenilnej, albo też skały skorupy powracają również do rezerwuaru płaszcza w strefach subdukcji, co obrazowo określa się mianem recyklingu płaszcz-skorupa. Recykling ten prowadzi do subdukcji skorupy oceanicznej wraz z zalegającymi na niej osadami oraz takiego jej oczyszczenia z wszelkich zanieczyszczeń, że ponownie powstają bazalty typu MORB, a woda wyrzucana w strefach spreadingu pochodzi z oceanu. Procesy uwikłane w ów cykl są podstawowym źródłem różnorodności skalnej i motorem ewolucji chemicznej górnego płaszcza. W strefach rozrostu krystalizacji z magmy ulegają najbardziej kwasowe frakcje (o wysokiej zawartości krzemionki), pozostawiając rezyduum silnie zasadowe ("ultramaficzne"). Proces ten spowodował wyraźne zróżnicowanie zawartości SiO2 w skorupie i płaszczu. Współcześnie skorupa ziemska zawiera ok. 60% SiO2, a płaszcz zaledwie 46%:
| Pierwiastek | Ilość |       | Związek | Ilość |
| ----------- | ----- | ----- | ------- | ----- |
| O           | 44,8  |       |         |       |
| Si          | 21,5  | SiO2  | 46,0    |       |
| Mg          | 22,8  | MgO   | 37,8    |       |
| Fe          | 5,8   | Fe    | 7,5     |       |
| Al          | 2,2   | Al2O3 | 4,2     |       |
| Ca          | 2,3   | CaO   | 3,2     |       |
| Na          | 0,3   | Na2O  | 0,4     |       |
| K           | 0,03  | K2O   | 0,04    |       |
| Suma        | 99,7  | Suma  | 99,1    |       |

### Ewolucja aktywności
Nie jest do końca jasne, w jaki sposób ewoluuje aktywność płaszcza w czasie geologicznym. Ze względu na stopniowe uwalnianie ciepła pochodzącego z izotopów radioaktywnych, w pierwszym przybliżeniu dynamika płaszcza powinna stopniowo zamierać. Faktycznie, wiele modeli pokazuje, że największa część skorupy ziemskiej została wyprodukowana w czasie archaiku i proterozoiku, z malejącym stopniowo udziałem skał powstających w fanerozoiku. Do podobnych wniosków prowadzi analiza częstości występowania tzw. dużych prowincji magmatycznych, czyli potężnych spontanicznych wypływów olbrzymich ilości magmy, wywołanych prawdopodobnie przez zaburzenie termiczne w płaszczu – w ciągu ostatnich 150 milionów lat częstotliwość ta stopniowo malała. Wszystkie tego typu dane są jednak z konieczności tylko przybliżone i w żadnej mierze nie mogą służyć do przewidywania przyszłej ewolucji płaszcza. Inne źródła (np. cykliczność powstawania superkontynentów) mogą wskazywać na to, że fale podwyższonej aktywności termicznej płaszcza występują w historii Ziemi na przemian z fazami relatywnego spokoju.

## Budowa płaszcza

### Metodologia badań
Określenie "płaszcz" stosuje się do regionu leżącego poniżej nieciągłości Mohorovičicia, czyli gwałtownego wzrostu prędkości fal sejsmicznych, interpretowanego jako zmiana właściwości plastycznych skał, aż do nieciągłości Gutenberga, która oddziela stały płaszcz od ciekłego jądra. Podstawowym źródłem informacji na temat struktury płaszcza są fale sejsmiczne, których prędkości są związane z właściwościami skał, przez które przepływa fala. Wszelkie gwałtowne zmiany prędkości obserwowane na stałych głębokościach interpretuje się jako sygnał, że na tej głębokości skały przechodzą jakiegoś rodzaju transformację, związaną ze wzrostem ciśnienia, temperatury lub składu chemicznego. Odróżnienie wpływu tych trzech źródeł zmienności jest niezwykle trudne i w wielu przypadkach toczą się debaty, czy obserwowana sygnatura sejsmiczna odpowiada regionowi o innym składzie chemicznym, czy też np. o podwyższonej temperaturze. Również niska rozdzielczość danych tomografii sejsmicznej utrudnia jednoznaczną interpretację. Niezwykle pomocne są więc badania zachowania się skał poddanych wysokim ciśnieniom i temperaturom, wykonywane przy pomocy tzw. prasy diamentowej. Pod wpływem wysokiego ciśnienia ulega transformacji struktura krystaliczna minerałów: dlatego też skały znajdujące się na dnie płaszcza osiągają gęstość 5-6 g/cm³, podczas gdy typowa gęstość skał skorupy ziemskiej to 2,7 g/cm³. Dla każdego minerału z osobna można wskazać ciśnienie, przy którym następuje tego typu reorganizacja: przejście fazowe. Znaczna część granic sejsmicznych interpretowana jest jako głębokość, przy której jeden z ważnych minerałów podlega zaobserwowanemu w prasie diamentowej lub przewidywanemu przejściu fazowemu, co wpływa na jego gęstość, przewodnictwo cieplne i oczywiście na prędkość, z jaką przenosi fale sejsmiczne.

### Górny płaszcz
Górne rejony płaszcza są prawdopodobnie najsilniej zróżnicowane, zarówno pionowo, jak i poziomo. Wspomniane powyżej procesy skalnego recyklingu prowadzą do ciągłego wprowadzania do płaszcza skał skorupy i do ponownego wytwarzania nowych mas skalnych ze zbiorników magmy. Ruch płyt tektonicznych jest prawdopodobnie do pewnego stopnia sprzężony z ruchami płynnych warstw płaszcza leżących pod nimi (choć nie jest do końca jasne, co jest tu przyczyną, a co skutkiem). Warstwa skorupy ziemskiej ma zmienną grubość (5 km pod strefami rozrostu i oceanami, a od 30 do powyżej 50 km pod kontynentami), co wpływa znacząco na temperaturę płaszcza: przypuszcza się, że związane z tym wahania temperatury płaszcza na głębokości 400 km wynoszą ok. 300-400 K.
Pod oceanami na głębokości ok. 50 km zaznacza się stopniowy spadek prędkości fal sejsmicznych, co interpretuje się zwykle jako następujący tam wzrost właściwości plastycznych skał wywołany rosnącą temperaturą. Strefę tę, rozciągającą się aż do głębokości ok. 200 km, określa się po prostu jako "strefę niskich prędkości" (ang. Low Velocity Zone: LVZ).

### Strefa przejściowa

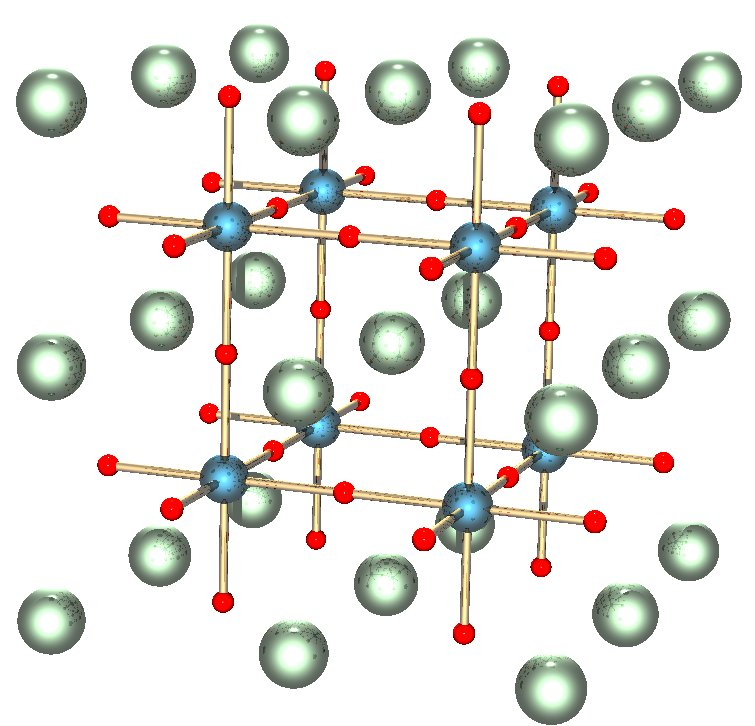
Struktura krystaliczna perowskitu

Dwie inne ważne sygnatury sejsmiczne odnajdywane są na głębokościach 400 i 650 km; strefę pomiędzy nimi określa się właśnie jako strefę przejściową (ang. Transition Zone). Związane są one prawdopodobnie z opisanymi powyżej zmianami w strukturze mineralogicznej skał: przejściami fazowymi. Szczególnie ważna jest owa druga nieciągłość. Doświadczenia pokazują, że skały poddane ciśnieniom panującym na tej głębokości, przechodzą w strukturę mineralną perowskitu. Jest to dość wyraźne przejście fazowe: gęstość wzrasta z ok. 3,7 do 4,1 g/cm³, a prędkość fal sejsmicznych Vs z ok. 5,5 do 6,1 km/s. Wielu autorów przypuszcza, że granica ta jest na tyle silna, że znacznie utrudnia migrację materiału w jej poprzek, co jest podnoszone zwłaszcza w kontekście opisanej poniżej kontrowersji dotyczącej zakresu konwekcji w płaszczu. Granica ta wymieniana jest jako możliwa bariera dla tonących fragmentów płyt oceanicznych wciągniętych w procesie subdukcji, również jako region, w którym wielkofalowe ruchy płaszcza ulegają reorganizacji, tak że mówi się o "konwekcji dwupiętrowej". Nazywana jest również powierzchnią nieciągłość Repettiego.

### Dolny płaszcz i D"
Dolny płaszcz, który stanowi największą część płaszcza (73% jego masy), jest też ze zrozumiałych względów najsłabiej poznany. Dane sejsmiczne wskazują na to, że jest on relatywnie najbardziej jednorodny termicznie i chemicznie, nie uwzględniając 200-kilometrowej warstwy graniczącej z jądrem: tzw. warstwy D" („D bis”). Istnieją przypuszczenia, że pomiędzy jądrem a płaszczem zachodzi różnicowanie się skał na dużą skalę, tak że niejednorodna warstwa skał, o gęstości pośredniej pomiędzy skałami płaszcza a materią jądra, "unosi się" na powierzchni płynnego jądra zewnętrznego, analogicznie do kontynentów. Istnieją też przypuszczenia, że owe grubsze bloki skalne są resztkami płyt tektonicznych, które utonęły w płaszczu i osiadły na jego dnie; nie jest jednak jasne, czy choćby drobny fragment płyty może rzeczywiście przebyć całą objętość płaszcza. Alternatywne hipotezy powołują się na przemiany chemiczne zachodzące na granicy między płaszczem zbudowanym w większości z krzemianów oraz żelazowo-niklowym jądrem.
Skały ulegają coraz większemu ściśnięciu wraz ze wzrostem głębokości i na dnie płaszcza mają gęstość 5,5-6 g/cm³ przy temperaturze 4000 °C i ciśnieniu 140 GPa.

## Konwekcja w płaszczu
Pierwsze modele dynamiki płaszcza uwzględniały obecność wielkich komórek konwekcyjnych powstających spontanicznie jako reakcja na podgrzewanie od spodu (jądro) i chłodzenie od góry (skorupa). Podobne komórki powstają w garnku z podgrzewaną wodą. Stopniowy przyrost wiedzy o zachowaniu się skał w olbrzymich ciśnieniach i temperaturach oraz o źródłach ciepła prowadził do porzucenia tego obrazu. Po pierwsze, lepkość skał poddawanych ciśnieniom panującym w dolnym płaszczu sprawia, że wszelkie wielkoskalowe ruchy materii są znacznie utrudnione i trwają o wiele dłużej niż ich odpowiedniki w górnym płaszczu: z tego względu bardziej prawdopodobne są raczej dwa niezależne procesy konwekcyjne w jakiś sposób sprzężone. Przypuszczenie to potwierdza również obecność granicy fazowej na głębokości 650 km, gdzie właściwości skał ulegają gwałtownego przeobrażeniu. Istnieją poważne wątpliwości, czy energia konwekcji wystarcza do "przebicia się" przez tę granicę, czy też raczej dynamika przepływu ulega tam reorganizacji. Z drugiej strony ewolucji uległy też poglądy geologów na źródło ciepła wydobywającego się z wnętrza Ziemi: istnieje obecnie zgodność, że większa jego część pochodzi z rozpadu pierwiastków radioaktywnych niż z ciepła przechowanego w jądrze od czasu powstania Ziemi – fakt ten jest szczególnie ważny, ponieważ zawartość izotopów radioaktywnych maleje z głębokością. Najwięcej izotopów promieniotwórczych znajduje się w skałach granitoidowych, w skorupie kontynentalnej. Fakt ten przesuwa akcent z głębokiego płaszcza na jego górne warstwy jako na źródło dynamiki tektonicznej Ziemi.
Kontrowersje wzbudza też hipoteza "pióropuszy płaszcza", czyli niestabilności termicznych wznoszących się w płaszczu i wydobywających się na powierzchni Ziemi jako obszary o lokalnie podwyższonym strumieniu ciepła (tzw. gorące plamy, hotspots). Ich działanie mogłoby ograniczać się do górnego płaszcza, w tym jednak wypadku trudno jest odróżnić "typowy" pióropusz od innych procesów produkujących lokalnie podwyższone temperatury płaszcza.
Można rozsądnie przypuszczać, że bardziej dynamiczne środowisko górnego płaszcza, kształtowane przez ciągle zmieniające się (w geologicznej skali czasu) warunki w obrębie skorupy ziemskiej, sprzyja wielkoskalowym (pionowym i poziomym) ruchom materii bardziej niż warunki panujące w dolnym płaszczu. Wiele uwagi poświęca się więc obecnie procesom prowadzącym do sprzężenia aktywności skorupy (tektoniki płyt) i płaszcza.